# Giọng hát Việt nhí (mùa 6)
Mùa giải thứ sáu của cuộc thi truyền hình thực tế Giọng hát Việt nhí được phát sóng vào ngày 8 tháng 9 năm 2018. Đây là mùa thi có sự đổi mới trong số lượng các huấn luyện viên khi có tới 6 huấn luyện viên chia thành 3 đội (mỗi đội gồm có 2 huấn luyện viên). Các cặp huấn luyện viên của mùa thi này gồm sự trở lại của cặp đôi Hồ Hoài Anh - Lưu Hương Giang, Soobin Hoàng Sơn - Vũ Cát Tường cũng quay trở lại và kết hợp thành một đội cùng cặp huấn luyện viên mới là Bảo Anh - Khắc Hưng. Lưu Thiên Hương là giám đốc âm nhạc cho mùa thi thứ sáu của chương trình.
Trong đêm chung kết được trực tiếp trên VTV3 vào tối 29/12/2018, thí sinh Hà Quỳnh Như của đội Hồ Hoài Anh và Lưu Hương Giang đã trở thành quán quân Giọng hát Việt nhí 2018 với tổng tỉ lệ bình chọn là 37,98%, hai thí sinh đội Soobin Hoàng Sơn và Vũ Cát Tường là Đào Đình Anh Tuấn và Nguyễn Trần Xuân Phương với tỉ lệ bình chọn lần lượt là 35,76% và 12,95% cùng với thí sinh nhận được tấm vé quay trở lại vào đêm chung kết của đội Bảo Anh và Khắc Hưng là Nguyễn Minh Chiến với tỉ lệ bình chọn là 13,31% đã trở thành á quân Giọng hát Việt nhí 2018. Với chiến thắng của Hà Quỳnh Như, đội HLV Hồ Hoài Anh và Lưu Hương Giang là đội có chiến thắng lần thứ ba ở Giọng hát Việt nhí: Mùa 1 (2013), mùa 3 (2015) và mùa 6 (2018) trong 4 lần ngồi ghế HLV Giọng hát Việt nhí (2013, 2014, 2015 và 2018).

## Vòng Blind Audition (Giấu mặt)
Trong vòng giấu mặt, các huấn luyện viên sẽ tiến hành "tuyển quân" để tìm cho mình một đội 15 người. Các huấn luyện viên sẽ ngồi quay lưng lại với thí sinh và không được biết bất cứ thông tin gì của thí sinh trừ giọng hát. Khi họ thấy muốn "tuyển" thí sinh đó vào đội thì phải nhấn nút "TÔI CHỌN BẠN" trong khi phần thi của thí sinh chưa kết thúc. Nếu chỉ một huấn luyện viên quay lại, thí sinh sẽ về đội người đó. Nếu có nhiều huấn luyện viên quay lại, thí sinh được phép chọn lựa huấn luyện viên mình thích và huấn luyện viên cũng được phép dùng mọi cách để "chiêu mộ" thí sinh về đội của mình. Huấn luyện viên đã đầy chỗ sẽ dừng tuyển trong khi các huấn luyện viên khác tiếp tục. Vòng giấu mặt kết thúc ngay khi tất cả các huấn luyện viên dừng tuyển vì đủ chỗ. Tại vòng Giấu mặt năm nay, có thêm luật mới là "Khóa âm" (không cho đội bị khóa âm nói để thuyết phục thí sinh) và nút "Chặn" (chặn một đội khác khi tranh giành thí sinh).
Vòng giấu mặt được phát sóng từ ngày 8 tháng 9 năm 2018.
Chú thích

### Tập 1 (08/09/2018)
| Thứ tự | Thí sinh (Tuổi, Quê quán)                        | Bài hát (Sáng tác)                              | Lựa chọn của huấn luyện viên và thí sinh | Lựa chọn của huấn luyện viên và thí sinh | Lựa chọn của huấn luyện viên và thí sinh |
| Thứ tự | Thí sinh (Tuổi, Quê quán)                        | Bài hát (Sáng tác)                              | Bảo Anh & Khắc Hưng                      | Hồ Hoài Anh & Lưu Hương Giang            | Vũ Cát Tường & Soobin Hoàng Sơn          |
| ------ | ------------------------------------------------ | ----------------------------------------------- | ---------------------------------------- | ---------------------------------------- | ---------------------------------------- |
| 1      | Phạm Anh Khôi (10, Thành phố Hồ Chí Minh)        | Happy birthday xoay xoay (Vicky Nhung)          |                                          |                                          |                                          |
| 2      | Tăng Ngọc Thanh Vân (13, Thành phố Hồ Chí Minh)  | Giọt sương trên mí mắt (Thanh Tùng)             |                                          | —                                        | —                                        |
| 3      | Nguyễn Vũ Thanh Ngọc (11, Thành phố Hồ Chí Minh) | Người mẹ của tôi (Xuân Hồng)                    |                                          | —                                        | —                                        |
| 4      | Lưu Khánh Ngọc (8, Hải Phòng)                    | Cha và con gái (Nguyễn Văn Chung)               | —                                        |                                          | —                                        |
| 5      | Giang Gia Nhi (11, Thành phố Hồ Chí Minh)        | Gợi nhớ quê hương (Thanh Sơn)                   |                                          |                                          | —                                        |
| 6      | Nguyễn Lê Minh Nguyên (12, Bình Thuận)           | Góc đa hình (Vũ Cát Tường)                      |                                          |                                          |                                          |
| 7      | Nguyễn Thị Hải Yến (7, Hải Dương)                | Lòng mẹ (Y Vân)                                 |                                          |                                          |                                          |
| 8      | Hà Trọng Vũ, Hà Trọng Sáng (11, Thanh Hóa)       | Making money (Nguyễn Hải Phong)                 |                                          |                                          | —                                        |
| 9      | Trần Vũ Bảo Ngọc (12, Thành phố Hồ Chí Minh)     | Về nhà thôi (Hải Nam)                           |                                          |                                          |                                          |
| 10     | Hà Quỳnh Như (14, Nghệ An)                       | A moment like this (John Reid, Jorgen Elofsson) |                                          |                                          |                                          |

### Tập 2 (15/09/2018)
| Thứ tự | Thí sinh (Tuổi, Quê quán)                         | Bài hát (Sáng tác)                                        | Lựa chọn của huấn luyện viên và thí sinh | Lựa chọn của huấn luyện viên và thí sinh | Lựa chọn của huấn luyện viên và thí sinh |
| Thứ tự | Thí sinh (Tuổi, Quê quán)                         | Bài hát (Sáng tác)                                        | Bảo Anh & Khắc Hưng                      | Hồ Hoài Anh & Lưu Hương Giang            | Vũ Cát Tường & Soobin Hoàng Sơn          |
| ------ | ------------------------------------------------- | --------------------------------------------------------- | ---------------------------------------- | ---------------------------------------- | ---------------------------------------- |
| 1      | Chu Thị Ngọc Ánh (12, Hà Nội)                     | Hà Nội trà đá vỉa hè (Đinh Mạnh Ninh)                     | —                                        |                                          |                                          |
| 2      | Phạm Minh Ngọc (11, Hà Nội)                       | Ashes (Petey Martin, Jordan Smith, Tedd T)                |                                          |                                          |                                          |
| 3      | Đào Đình Anh Tuấn (12, Thanh Hóa)                 | Về nghe gió kể (Hoàng Anh Minh)                           |                                          |                                          |                                          |
| 4      | Nguyễn Thành An (12, Hà Nội)                      | Love yourself (Justin Bieber, Ed Sheeran, Benjamin Levin) |                                          |                                          |                                          |
| 5      | Nguyễn Hoàng Thiên Nga (9, Thành phố Hồ Chí Minh) | One night only (Henry Krieger, Tom Eyen)                  |                                          | —                                        |                                          |
| 6      | Nguyễn Trần Xuân Phương (11, Huế)                 | Độc huyền cầm (Bảo Lan)                                   | —                                        | —                                        |                                          |
| 7      | Trần Châu Kim Anh (12, Sóc Trăng)                 | Hình bóng quê nhà (Thanh Sơn)                             |                                          | —                                        | —                                        |
| 8      | Nguyễn Văn Minh (11, Thành phố Hồ Chí Minh)       | Không tên (Nhóm Microwave)                                |                                          |                                          | CHẶN                                     |

### Tập 3 (29/09/2018)
| Thứ tự | Thí sinh (Tuổi, Quê quán)                    | Bài hát (Sáng tác)                                              | Lựa chọn của huấn luyện viên và thí sinh | Lựa chọn của huấn luyện viên và thí sinh | Lựa chọn của huấn luyện viên và thí sinh |
| Thứ tự | Thí sinh (Tuổi, Quê quán)                    | Bài hát (Sáng tác)                                              | Bảo Anh & Khắc Hưng                      | Hồ Hoài Anh & Lưu Hương Giang            | Vũ Cát Tường & Soobin Hoàng Sơn          |
| ------ | -------------------------------------------- | --------------------------------------------------------------- | ---------------------------------------- | ---------------------------------------- | ---------------------------------------- |
| 1      | Võ Phan Mai Khôi (11, Thành phố Hồ Chí Minh) | Giăng tơ (Lưu Hà An)                                            |                                          |                                          | —                                        |
| 2      | Phạm Lê Quốc Hưng (12, Gia Lai)              | Quê hương tuổi thơ tôi (Từ Huy)                                 |                                          |                                          |                                          |
| 3      | Phạm Anh Thư (11, Hà Nội)                    | Ngủ đi con yêu (Nhạc ngoại. Lời Việt: Lê Tự Minh)               |                                          | —                                        |                                          |
| 4      | Vũ Thị Phương Linh (14, Quảng Bình)          | Bèo dạt mây trôi - Hoa thơm bướm lượn (Dân ca Quan họ Bắc Ninh) |                                          |                                          |                                          |
| 5      | Đoàn Ngọc Linh (12, Hải Phòng)               | Muốn khóc thật to (Tăng Nhật Tuệ)                               | —                                        |                                          |                                          |
| 6      | Lương Trương Quỳnh Anh (Không rõ, Không rõ)  | Dạ cổ hoài lang (Cao Văn Lầu. Viết lại lời: Thích Nhật Tường)   | —                                        | —                                        | —                                        |
| 7      | Nguyễn Khánh Hà (9, Hà Tĩnh)                 | Huế thương - Ai ra xứ Huế (An Thuyên - Duy Khánh)               |                                          |                                          |                                          |
| 8      | Nguyễn Thái Gia Bảo (11, Hải Phòng)          | Tâm hồn của đá (Trần Lập)                                       |                                          | —                                        |                                          |
| 9      | Phan Bảo Long (12, Hà Nội)                   | When we were young (Adele, Tobias Jesso Jr.)                    | —                                        | —                                        |                                          |
| 10     | Lê Nhật Linh (10, Nghệ An)                   | Con nít (Hoàng Ka)                                              | —                                        |                                          | —                                        |

### Tập 4 (13/10/2018)
| Thứ tự | Thí sinh (Tuổi, Quê quán)                        | Bài hát (Sáng tác)                                                                                              | Lựa chọn của huấn luyện viên và thí sinh | Lựa chọn của huấn luyện viên và thí sinh | Lựa chọn của huấn luyện viên và thí sinh |
| Thứ tự | Thí sinh (Tuổi, Quê quán)                        | Bài hát (Sáng tác)                                                                                              | Bảo Anh & Khắc Hưng                      | Hồ Hoài Anh & Lưu Hương Giang            | Vũ Cát Tường & Soobin Hoàng Sơn          |
| ------ | ------------------------------------------------ | --- | ---------------------------------------- | ---------------------------------------- | ---------------------------------------- |
| 1      | Nguyễn Minh Nhật (14, Bình Định)                 | Đêm mưa nhớ mẹ (Võ Hoàng Lâm)                                                                                   |                                          |                                          |                                          |
| 2      | Trần Đặng Phương Vy (11, Thành phố Hồ Chí Minh)  | Girls like you (Adam Levine, Henry Walter, Belcalis Almanzar, Brittany Talia Hazzard, Jason Evigan, Gian Stone) |                                          |                                          |                                          |
| 3      | Huỳnh Tấn Đạt (12, Đắk Lắk)                      | Dòng máu Lạc Hồng - Thư pháp (Lê Quang - Nguyễn Duy Hùng)                                                       | CHẶN                                     |                                          |                                          |
| 4      | Nguyễn Thị Thanh Hằng (13, Vĩnh Phúc)            | Biết ơn chị Võ Thị Sáu (Nguyễn Đức Toàn)                                                                        | —                                        |                                          | —                                        |
| 5      | Lý Nguyễn Gia Hân (12, Đồng Nai)                 | Mẹ (Quách Beem)                                                                                                 |                                          |                                          |                                          |
| 6      | Trần Ngọc Gia Hân (11, Thành phố Hồ Chí Minh)    | Để gió cuốn đi (Trịnh Công Sơn)                                                                                 | —                                        | —                                        |                                          |
| 7      | Nguyễn Ngọc Trường Phước (11, Hà Nội)            | Ơn nghĩa sinh thành (Dương Thiệu Tước)                                                                          |                                          | —                                        | —                                        |
| 8      | Nguyễn Thu Huyền (10, Hòa Bình)                  | Never enough (Benj Pasek, Justin Paul, Greg Wells)                                                              | —                                        | —                                        | —                                        |
| 9      | Nguyễn Hoàng Anh Thư (12, Thành phố Hồ Chí Minh) | Khoảng trời của bé (Nguyễn Duy Hùng)                                                                            | —                                        | —                                        | —                                        |
| 10     | Trần Phi Hùng (12, Đắk Lắk)                      | Queen of the night (L.A. Reid, Babyface, Daryl Simmons, Whitney Houston)                                        |                                          |                                          |                                          |

### Tập 5 (20/10/2018)
| Thứ tự | Thí sinh (Tuổi, Quê quán)                           | Bài hát (Sáng tác)                                          | Lựa chọn của huấn luyện viên và thí sinh | Lựa chọn của huấn luyện viên và thí sinh | Lựa chọn của huấn luyện viên và thí sinh |
| Thứ tự | Thí sinh (Tuổi, Quê quán)                           | Bài hát (Sáng tác)                                          | Bảo Anh & Khắc Hưng                      | Hồ Hoài Anh & Lưu Hương Giang            | Vũ Cát Tường & Soobin Hoàng Sơn          |
| ------ | --------------------------------------------------- | ----------------------------------------------------------- | ---------------------------------------- | ---------------------------------------- | ---------------------------------------- |
| 1      | Nguyễn Trần Phương Trúc (12, Thành phố Hồ Chí Minh) | Mình cùng nhau đóng băng (Tiên Cookie)                      |                                          |                                          |                                          |
| 2      | Vũ Hà Trang (8, Hải Phòng)                          | Đừng để con một mình (Trang Pháp)                           |                                          |                                          |                                          |
| 3      | Nguyễn Bích Hà Mi (10, Thành phố Hồ Chí Minh)       | Lá cờ (Tạ Quang Thắng)                                      | —                                        | —                                        |                                          |
| 4      | Nguyễn Thị Bảo Anh (12, Thanh Hóa)                  | Câu hò bên bờ Hiền Lương (Nhạc: Hoàng Hiệp. Thơ: Đằng Giao) |                                          | —                                        | —                                        |
| 5      | Lê Uyên Nhi (12, Hà Nội)                            | Cảm ơn cha (Hồ Võ Thanh Thảo)                               |                                          | —                                        |                                          |
| 6      | Nguyễn Phan Quỳnh Anh (10, Nghệ An)                 | Lon ton à, lon ton ơi (Hà Quang Minh)                       | —                                        | —                                        |                                          |
| 7      | Phạm Ngọc Thiên Thanh (12, Thành phố Hồ Chí Minh)   | Quê tôi (Nguyễn Hoàng Anh Minh)                             | —                                        |                                          |                                          |
| 8      | Lê Nguyễn Yến Nhi (11, Nam Định)                    | Non nước hữu tình (Thanh Sơn)                               | —                                        | —                                        | —                                        |
| 9      | Trần Viết Học (12, Hà Tĩnh)                         | Hà Nội mười hai mùa hoa (Giáng Son)                         |                                          |                                          |                                          |
| 10     | Bùi Yến Nhi (14, Hà Nội)                            | One moment in time (Albert Hammond, John Bettis)            |                                          | —                                        | —                                        |
| 11     | Lê Ngọc Thảo Lam (10, Thành phố Hồ Chí Minh)        | Và tôi hát (Đoàn Thế Lân)                                   | —                                        | —                                        | —                                        |
| 12     | Dương Việt Cường (Không rõ, Không rõ)               | Chuông gió (Võ Thiện Thanh)                                 | —                                        | —                                        | —                                        |
| 13     | Nguyễn Minh Chiến (11, Thành phố Hồ Chí Minh)       | Nơi ấy con tìm về (Phan Mạnh Quỳnh)                         |                                          |                                          |                                          |

## Vòng Battle (Đối đầu)
15 thí sinh (nhóm thí sinh) trong mỗi đội sẽ được chia ra thành 5 trận đấu đối đầu, mỗi trận đối đầu có 3 đối thủ. Mỗi nhóm sẽ trình bày một ca khúc được tập luyện từ trước trên sân khấu dưới sự huấn luyện của huấn luyện viên chủ quản và cố vấn của huấn luyện viên đó. Sau khi lên sân khấu đối đầu thể hiện xong bài hát đối đầu đã được tập luyện cùng huấn luyện viên và cố vấn, huấn luyện viên chủ quản sẽ xướng danh một trong 3 đối thủ của mỗi nhóm là người chiến thắng và có quyền đi tiếp vào vòng trong. Trong 1 nhóm nào đó nếu HLV thấy 1 trong 2 thí sinh thua cuộc xứng đáng được đi tiếp, HLV đó sẽ bấm nút "CỨU" để cứu thí sinh đó. Mỗi cặp HLV sẽ chỉ có 1 quyền "CỨU" duy nhất. Như vậy, sau khi vòng này kết thúc thì mỗi đội sẽ còn lại 6 thí sinh.
Chú thích
     Thắng đối đầu trực tiếp do được HLV chọn
     Thua đối đầu nhưng được HLV bấm nút cứu ngay sau đó
     Thua đối đầu trực tiếp do không được HLV chọn và không được HLV cứu
Danh sách cố vấn âm nhạc của các đội trong vòng đối đầu
| Thứ tự | Đội HLV                          | Cố vấn                    |
| ------ | -------------------------------- | ------------------------- |
| 1      | Vũ Cát Tường và Soobin Hoàng Sơn | Hồ Quỳnh Hương            |
| 2      | Hồ Hoài Anh và Lưu Hương Giang   | Đông Nhi và Ông Cao Thắng |
| 3      | Bảo Anh và Khắc Hưng             | Dương Triệu Vũ            |

### Tập 6 (27/10/2018)
| Thứ tự | Đội                           | Bài hát đối đầu (Sáng tác)                                                                         | Thí sinh 1              | Thí sinh 2                | Thí sinh 3       |
| ------ | ----------------------------- | -------------------------------------------------------------------------------------------------- | ----------------------- | ------------------------- | ---------------- |
| 1      | Hồ Hoài Anh Lưu Hương Giang   | Triệu đóa hoa hồng - Đóa hoa hồng (Nhạc nước ngoài. Lời Việt: Trung Kiên - Trương Nguyễn Hoài Nam) | Phạm Ngọc Thiên Thanh   | Lý Nguyễn Gia Hân         | Võ Phan Mai Khôi |
| 2      | Bảo Anh Khắc Hưng             | Halo (Evan Bogart, Ryan Tedder, Beyoncé)                                                           | Bùi Yến Nhi             | Nguyễn Thành An           | Phạm Minh Ngọc   |
| 3      | Hồ Hoài Anh Lưu Hương Giang   | Nước ngoài (Phan Mạnh Quỳnh)                                                                       | Lê Nhật Linh            | Hà Trọng Vũ Hà Trọng Sáng | Đoàn Ngọc Linh   |
| 4      | Vũ Cát Tường Soobin Hoàng Sơn | Stone cold (Demi Lovato, Laleh Pourkarim, Gustaf Thorn)                                            | Trần Vũ Bảo Ngọc        | Nguyễn Hoàng Thiên Nga    | Phan Bảo Long    |
| 5      | Vũ Cát Tường Soobin Hoàng Sơn | Áo xanh (Hồ Hoài Anh)                                                                              | Nguyễn Trần Xuân Phương | Đào Đình Anh Tuấn         | Phạm Anh Thư     |

### Tập 7 (03/11/2018)
| Thứ tự | Đội                           | Bài hát đối đầu (Sáng tác) | Thí sinh 1            | Thí sinh 2               | Thí sinh 3         |
| ------ | ----------------------------- | --- | --------------------- | ------------------------ | ------------------ |
| 1      | Vũ Cát Tường Soobin Hoàng Sơn | Tìm lại (Nhóm Microwave) | Nguyễn Thái Gia Bảo   | Trần Ngọc Gia Hân        | Huỳnh Tấn Đạt      |
| 2      | Bảo Anh Khắc Hưng             | Làng quan họ quê tôi - Một khúc tâm tình của người Hà Tĩnh - Bài ca đất phương Nam (Nguyễn Trọng Tạo - Nguyễn Văn Tý - Nhạc: Lư Nhất Vũ. Thơ: Lê Giang) | Trần Châu Kim Anh     | Nguyễn Ngọc Trường Phước | Nguyễn Thị Bảo Anh |
| 3      | Hồ Hoài Anh Lưu Hương Giang   | Somewhere over the rainbow (E.Y. Harburg, Harold Arlen)                                                                                                 | Trần Phi Hùng         | Lưu Khánh Ngọc           | Phạm Lê Quốc Hưng  |
| 4      | Vũ Cát Tường Soobin Hoàng Sơn | Nhớ mẹ lý mồ côi (Trương Quang Tuấn) | Nguyễn Phan Quỳnh Anh | Nguyễn Minh Nhật         | Vũ Thị Phương Linh |
| 5      | Bảo Anh Khắc Hưng             | Đứa bé (Minh Khang) | Phạm Anh Khôi         | Tăng Ngọc Thanh Vân      | Nguyễn Minh Chiến  |

### Tập 8 (10/11/2018)
| Thứ tự | Đội                           | Bài hát đối đầu (Sáng tác)                                                     | Thí sinh 1      | Thí sinh 2            | Thí sinh 3              |
| ------ | ----------------------------- | ------------------------------------------------------------------------------ | --------------- | --------------------- | ----------------------- |
| 1      | Hồ Hoài Anh Lưu Hương Giang   | Mặt trời của em - Way back home (Kai Đinh, Justatee - Shalin)                  | Giang Gia Nhi   | Chu Thị Ngọc Ánh      | Nguyễn Trần Phương Trúc |
| 2      | Bảo Anh Khắc Hưng             | Quảng Bình quê ta ơi - Hát về cây lúa hôm nay (Hoàng Vân)                      | Vũ Hà Trang     | Nguyễn Vũ Thanh Ngọc  | Trần Đặng Phương Vy     |
| 3      | Vũ Cát Tường Soobin Hoàng Sơn | Mẹ yêu con (Nguyễn Văn Tý)                                                     | Nguyễn Khánh Hà | Nguyễn Bích Hà Mi     | Nguyễn Thị Hải Yến      |
| 4      | Bảo Anh Khắc Hưng             | Ngày của tôi (Võ Thiện Thanh)                                                  | Lê Uyên Nhi     | Nguyễn Lê Minh Nguyên | Nguyễn Văn Minh         |
| 5      | Hồ Hoài Anh Lưu Hương Giang   | Inh lả ơi - Xôn xang mênh mang cao nguyên Đắk Lắk (Dân ca Thái - Nguyễn Cường) | Hà Quỳnh Như    | Trần Viết Học         | Nguyễn Thị Thanh Hằng   |

## Vòng Liveshow (Biểu diễn trực tiếp)
Các thí sinh bị loại từ vòng đối đầu sẽ có một cơ hội mang tên "Chiếc vé may mắn", khán giả sẽ bình chọn cho thí sinh qua cổng bình chọn trên ứng dụng YOLO. 1 thí sinh có tổng lượt bình chọn trên YOLO cao nhất sẽ là chủ nhân của tấm vé bước vào đêm bán kết tranh tài cùng các thí sinh xuất sắc nhất khác.
     Thí sinh được vào vòng trong nhờ sự bình chọn của khán giả cao nhất của đội
     Thí sinh được vào vòng trong nhờ sự bình chọn của khán giả cao nhì của đội
     Thí sinh được an toàn vào vòng trong
     Thí sinh bị loại

### Liveshow 1,2 và 3 (17, 24/11 và 01/12/2018)
Mỗi đội sẽ trình diễn các tiết mục trong 1 đêm minishow. Trong mỗi đêm thi, các thành viên của mỗi đội cùng với HLV của mình trình diễn các tiết mục. Sau mỗi liveshow, HLV sẽ chọn ra 2 thí sinh có màn trình diễn kém nhất lọt vào top nguy hiểm. Kết quả của các thí sinh sẽ được công bố vào liveshow cuối theo cách thức như sau:
- Đội có tỉ lệ bình chọn của khán giả trường quay cao nhất sẽ được bảo toàn thí sinh cho liveshow 4.
- Hai thí sinh lọt vào top nguy hiểm của hai đội còn lại bị loại.

| Thí sinh                             | Bài hát dự thi (Sáng tác)                                                 | Kết quả |
| ------------------------------------ | ------------------------------------------------------------------------- | ------- |
| Đội Bảo Anh và Khắc Hưng             |                                                                           |         |
| Nguyễn Thị Bảo Anh                   | Nhà em ở lưng đồi (Đức Trịnh. Lời thơ: Lê Tư Minh)                        | Loại    |
| Nguyễn Minh Chiến                    | Ngồi hát đỡ buồn (Nguyễn Hải Phong)                                       | An toàn |
| Phạm Minh Ngọc                       | Everybody has a dream (Billy Joel)                                        | An toàn |
| Nguyễn Văn Minh                      | Rắc rối làm gì (Khắc Hưng)                                                | An toàn |
| Trần Đặng Phương Vy                  | All about that bass (Kevin Kadish, Meghan Trainor)                        | An toàn |
| Phạm Anh Khôi                        | Vì tôi còn sống (Tiên Tiên)                                               | Loại    |
| Đội Soobin Hoàng Sơn và Vũ Cát Tường |                                                                           |         |
| Đào Đình Anh Tuấn                    | Cha (Anh Tuấn)                                                            | An toàn |
| Trần Ngọc Gia Hân                    | Và em có anh (Lee Han Boem. Lời Việt: Quốc Bảo. Đặt lại lời: Phát Nguyễn) | An toàn |
| Nguyễn Hoàng Thiên Nga               | Chưa bao giờ mẹ kể (Châu Đăng Khoa)                                       | Loại    |
| Nguyễn Minh Nhật                     | Em tôi (Thuận Yến)                                                        | An toàn |
| Nguyễn Trần Xuân Phương              | Papa (Dương Khắc Linh. Lời: Hồng Nhung)                                   | An toàn |
| Nguyễn Thị Hải Yến                   | Gặp mẹ trong mơ (Nhạc nước ngoài. Lời Việt: Lê Tự Minh)                   | Loại    |
| Đội Hồ Hoài Anh và Lưu Hương Giang   |                                                                           |         |
| Trần Phi Hùng                        | Sơn Tinh (Nhạc nước ngoài. Lời Việt: Phát Nguyễn)                         | An toàn |
| Hà Trọng Vũ & Hà Trọng Sáng          | Ta là Thủy Tinh (Nhạc nước ngoài. Lời Việt: Phát Nguyễn)                  | An toàn |
| Nguyễn Trần Phương Trúc              | Hãy tin ở con (Nhạc nước ngoài. Lời Việt: Phát Nguyễn)                    | An toàn |
| Lý Nguyễn Gia Hân                    | Ngày rong chơi (Nhạc nước ngoài. Lời Việt: Phát Nguyễn)                   | An toàn |
| Nguyễn Thị Thanh Hằng                | Vì đâu (An Hiếu)                                                          | An toàn |
| Hà Quỳnh Như                         | Cha và con gái (Nguyễn Văn Chung)                                         | An toàn |

### Liveshow 4 (08/12/2018)
Ở đêm liveshow này, 14 thí sinh sẽ trình diễn một tiết mục đơn ca. Cuối đêm thi, năm thí sinh được khán giả bình chọn cao nhất và năm thí sinh không bị lọt vào top nguy hiểm sẽ đi tiếp vào liveshow 5. Bốn thí sinh lọt vào top nguy hiểm có lượt bình chọn thấp nhất trong sáu thí sinh sẽ bị loại.
| Tiết mục                             | Thí sinh                    | Bài hát dự thi (Sáng tác)                    | Kết quả |
| ------------------------------------ | --------------------------- | -------------------------------------------- | ------- |
| Đội Bảo Anh và Khắc Hưng             |                             |                                              |         |
| 1                                    | Trần Đặng Phương Vy         | Chong chóng gió (Hồ Hoài Anh)                | 0,66%   |
| 2                                    | Nguyễn Văn Minh             | Billie Jean (Michael Jackson)                | 11,68%  |
| 3                                    | Phạm Minh Ngọc              | Ngẫu hứng sông Hồng (Trần Tiến)              | An toàn |
| 4                                    | Nguyễn Minh Chiến           | Ngắm hoa lệ rơi (Duy Cường)                  | 8,68%   |
| Đội Hồ Hoài Anh và Lưu Hương Giang   |                             |                                              |         |
| 1                                    | Lý Nguyễn Gia Hân           | Mùa thu vàng (Ngọc Châu)                     | An toàn |
| 2                                    | Trần Phi Hùng               | I believe I can fly (R.Kelly)                | 2,06%   |
| 3                                    | Nguyễn Thị Thanh Hằng       | Tự nguyện (Trương Quốc Khánh)                | 2,76%   |
| 4                                    | Hà Quỳnh Như                | Hôm nay tôi buồn (Phùng Khánh Linh)          | 13,72%  |
| 5                                    | Nguyễn Trần Phương Trúc     | Lửa không cháy trái tim của mẹ (Hồ Hoài Anh) | An toàn |
| 6                                    | Hà Trọng Vũ & Hà Trọng Sáng | H'ren lên rẫy (Nguyễn Cường)                 | 1,4%    |
| Đội Soobin Hoàng Sơn và Vũ Cát Tường |                             |                                              |         |
| 1                                    | Nguyễn Trần Xuân Phương     | Tóc hát (Võ Thiện Thanh)                     | 2,78%   |
| 2                                    | Trần Ngọc Gia Hân           | Lời mẹ hát (Anh Quân)                        | 1,53%   |
| 3                                    | Nguyễn Minh Nhật            | Nhật ký cho ba (Tấn Lợi)                     | 19,66%  |
| 4                                    | Đào Đình Anh Tuấn           | Gánh hàng rau (Hồ Hoài Anh)                  | 21,25%  |

### Liveshow 5 (15/12/2018)
Ở đêm liveshow 5, 10 thí sinh sẽ trình diễn một tiết mục đơn ca. Cuối đêm thi, 6 thí sinh được khán giả bình chọn cao nhất sẽ đi tiếp vào liveshow 6 (đêm bán kết). 4 thí sinh có lượt bình chọn thấp nhất trong 10 thí sinh sẽ bị loại.
| Tiết mục                             | Thí sinh                | Bài hát dự thi (Sáng tác)                                     | Kết quả |
| ------------------------------------ | ----------------------- | ------------------------------------------------------------- | ------- |
| Đội Bảo Anh và Khắc Hưng             |                         |                                                               |         |
| 1                                    | Phạm Minh Ngọc          | Em kể anh nghe (Nguyễn Hải Phong)                             | 0,95%   |
| 2                                    | Nguyễn Minh Chiến       | Chờ người nơi ấy (Huy Tuấn)                                   | 12,08%  |
| 3                                    | Nguyễn Văn Minh         | 1+1 (Lê Thiện Hiếu)                                           | 8,44%   |
| Đội Hồ Hoài Anh và Lưu Hương Giang   |                         |                                                               |         |
| 1                                    | Nguyễn Thị Thanh Hằng   | Nổi lửa lên em (Nhạc: Huy Du. Thơ: Giang Nam)                 | 3,59%   |
| 2                                    | Lý Nguyễn Gia Hân       | Lời con hứa (Nguyễn Đức Cường)                                | 0,8%    |
| 3                                    | Nguyễn Trần Phương Trúc | Hongkong1 - Thằng điên (Nguyễn Trọng Tài, Viruss - Justa Tee) | 11,18%  |
| 4                                    | Hà Quỳnh Như            | Giữa Mạc Tư Khoa nghe câu hò ví dặm (Trần Hoàn)               | 18,52%  |
| Đội Soobin Hoàng Sơn và Vũ Cát Tường |                         |                                                               |         |
| 1                                    | Nguyễn Minh Nhật        | Bốn chữ lắm (Phạm Toàn Thắng)                                 | 6,54%   |
| 2                                    | Nguyễn Trần Xuân Phương | Phố cổ (Nguyễn Duy Hùng)                                      | 8,84%   |
| 3                                    | Đào Đình Anh Tuấn       | Hồ trên núi (Phó Đức Phương)                                  | 29,06%  |

### Liveshow 6 (22/12/2018)
Liveshow 6 là đêm bán kết của Giọng hát Việt nhí mùa thứ 6 được truyền hình trực tiếp. Trong đêm thi này, mỗi thí sinh sẽ dự thi 2 phần thi (đơn ca và song ca với khách mời). Kết quả sẽ được công bố cuối liveshow: 3 thí sinh có tỉ lệ khán giả bình chọn qua ứng dụng trực tuyến YOLO cao nhất sẽ được vào thẳng đêm chung kết, 4 thí sinh còn lại sẽ có 1 thí sinh được bình chọn nhờ "Chiếc vé may mắn" qua ứng dụng YOLO sẽ được trở lại đêm chung kết (công bố trước đêm chung kết), 3 thí sinh còn lại sẽ bị loại thẳng. Trong đêm thi bán kết, ngoài 6 thí sinh được chọn ở liveshow 5, thí sinh Phạm Anh Khôi (đội Bảo Anh và Khắc Hưng) là thí sinh có tỉ lệ bình chọn cao nhất qua ứng dụng YOLO (mở từ vòng Đối đầu) sẽ là thí sinh thứ 7 tham gia vào đêm bán kết.
| Thứ tự                               | Thí sinh                | Bài hát dự thi đơn ca (Sáng tác)                         | Bài hát dự thi với khách mời (Sáng tác) | Kết quả |
| ------------------------------------ | ----------------------- | -------------------------------------------------------- | --- | ------- |
| Đội Bảo Anh và Khắc Hưng             |                         |                                                          | |         |
| 1                                    | Nguyễn Minh Chiến       | Bùa yêu (Tiên Cookie, Phạm Thanh Hà, DươngK)             | Gợi nhớ quê hương - Quê em mùa nước lũ (Thanh Sơn - Tiến Luân) Khách mời: Phương Mỹ Chi (Á quân Giọng hát Việt nhí 2013)                   | Loại    |
| 2                                    | Phạm Anh Khôi           | Chạy (Phạm Toàn Thắng)                                   | Nắng mùa hạ (Phan Mạnh Quỳnh) Khách mời: Phan Mạnh Quỳnh                                                                                   | Loại    |
| 3                                    | Nguyễn Văn Minh         | Lý quạ kêu (Dân ca Nam Bộ)                               | Nắng mùa hạ (Phan Mạnh Quỳnh) Khách mời: Phan Mạnh Quỳnh                                                                                   | Loại    |
| Đội Hồ Hoài Anh và Lưu Hương Giang   |                         |                                                          | |         |
| 1                                    | Nguyễn Trần Phương Trúc | Con yêu mẹ (Vũ Thảo My)                                  | Huyền thoại mẹ - Công cha nghĩa mẹ (Trịnh Công Sơn - Thích Minh Giới) Khách mời: NSƯT Hồng Thắm                                            | Loại    |
| 2                                    | Hà Quỳnh Như            | Chuồn chuồn ớt - Ra ngõ mà yêu (Lê Minh Sơn - Trần Tiến) | Huyền thoại mẹ - Công cha nghĩa mẹ (Trịnh Công Sơn - Thích Minh Giới) Khách mời: NSƯT Hồng Thắm                                            | 24,49%  |
| Đội Soobin Hoàng Sơn và Vũ Cát Tường |                         |                                                          | |         |
| 1                                    | Nguyễn Trần Xuân Phương | Nếu tôi được trở lại (Lưu Thiên Hương)                   | Yêu đời - Rong chơi (Nguyễn Dân - Lưu Thiên Hương) Khách mời: Dương Ngọc Ánh, Đỗ Thị Hoài Ngọc (Quán quân, Á quân Giọng hát Việt nhí 2017) | 19,99%  |
| 2                                    | Đào Đình Anh Tuấn       | Buổi sáng ở Ciao cà phê (Võ Thiện Thanh)                 | Yêu đời - Rong chơi (Nguyễn Dân - Lưu Thiên Hương) Khách mời: Dương Ngọc Ánh, Đỗ Thị Hoài Ngọc (Quán quân, Á quân Giọng hát Việt nhí 2017) | 30,21%  |

### Liveshow 7 (29/12/2018)
Liveshow 7 là đêm chung kết của Giọng hát Việt nhí 2018. Trong đêm thi này, mỗi thí sinh sẽ lần lượt trình bày 2 phần thi là 1 tiết mục đơn ca và 1 tiết mục kết hợp với HLV của mình. Thí sinh có tổng lượng bình chọn cao nhất qua ứng dụng YOLO sẽ trở thành quán quân của Giọng hát Việt nhí mùa thứ 6. 3 thí sinh còn lại sẽ đạt danh hiệu á quân. Ngoài 3 thí sinh có tỉ lệ bình chọn cao nhất ở đêm bán kết, thí sinh Nguyễn Minh Chiến (đội Bảo Anh và Khắc Hưng) là thí sinh có tỉ lệ bình chọn của khán giả cao nhất (Chiếc vé may mắn) qua ứng dụng YOLO dành cho 4 thí sinh bị loại đêm bán kết sẽ là thí sinh thứ 4 tham gia tranh tài giành ngôi vị quán quân cùng với 3 thí sinh chính thức được chọn ở đêm bán kết.
| Thí sinh                | Đội huấn luyện viên              | Bài hát dự thi đơn ca (Sáng tác)                                  | Bài hát song ca với HLV (Sáng tác)                              | Kết quả            |
| ----------------------- | -------------------------------- | ----------------------------------------------------------------- | --------------------------------------------------------------- | ------------------ |
| Nguyễn Minh Chiến       | Bảo Anh và Khắc Hưng             | Chỉ riêng mình ta (Nhạc nước ngoài. Lời Việt: Lê Xuân Trường)     | Nắng thủy tinh - Biết đâu nguồn cội (Trịnh Công Sơn)            | Giải ba (13,31%)   |
|                         |                                  |                                                                   |                                                                 |                    |
| Hà Quỳnh Như            | Hồ Hoài Anh và Lưu Hương Giang   | Trên đỉnh Phù Vân (Phó Đức Phương)                                | Tết xuân (Hồ Hoài Anh)                                          | Quán quân (37,98%) |
|                         |                                  |                                                                   |                                                                 |                    |
| Nguyễn Trần Xuân Phương | Soobin Hoàng Sơn và Vũ Cát Tường | Sắc màu (Trần Tiến)                                               | Chuyến đi của năm - The party song (Tiên Cookie - Vũ Cát Tường) | Giải tư (12,95%)   |
| Đào Đình Anh Tuấn       | Soobin Hoàng Sơn và Vũ Cát Tường | Quê hương Việt Nam - Về nhà ăn Tết (Anh Khang, Suboi - Justa Tee) | Chuyến đi của năm - The party song (Tiên Cookie - Vũ Cát Tường) | Á quân (35,76%)    |

## Trường hợp hi hữu
- Chương trình đã dời thời điểm phát sóng của tập 3 và tập 5 lần lượt vào các ngày 22/9 và 6/10/2018 sang ngày 29/9 và 13/10 cùng năm để phát sóng các chương trình trước quốc tang Chủ tịch nước Trần Đại Quang và trong quốc tang nguyên Tổng bí thư Đỗ Mười.
- Trong vòng đối đầu xảy ra trường hợp hi hữu khi Khắc Hưng không có mặt ở trên ghế HLV cùng Bảo Anh vì lí do sức khoẻ.

## Bảng loại trừ
Đội
| - Thí sinh đội Soobin Hoàng Sơn - Vũ Cát Tường | - Thí sinh đội Hồ Hoài Anh - Lưu Hương Giang | - Thí sinh đội Bảo Anh - Khắc Hưng |

Kết quả chi tiết
| - Quán quân - Á quân - Giải ba - Giải tư | - Được cứu bởi "Chiếc vé may mắn" - Thí sinh an toàn do được khán giả chọn - Thí sinh an toàn do không bị lọt vào top nguy hiểm - Thí sinh bị loại |

Kết quả vòng loại trực tiếp hàng tuần
| Thí sinh                  | Tuần 1+2+3 | Tuần 4  | Tuần 5                          | Bán kết (Top 6+1)               | Chung kết (Top 3+1) |
| ------------------------- | ---------- | ------- | ------------------------------- | ------------------------------- | ------------------- |
| Hà Quỳnh Như              | An toàn    | 13,72%  | 18,52%                          | 24,49%                          | 37,98%              |
| Đào Đình Anh Tuấn         | An toàn    | 21,25%  | 29,06%                          | 30,21%                          | 35,76%              |
| Nguyễn Minh Chiến         | An toàn    | 8,68%   | 12,08%                          | Được cứu bởi "Chiếc vé may mắn" | 13,31%              |
| Nguyễn Trần Xuân Phương   | An toàn    | 2,78%   | 8,84%                           | 19,99%                          | 12,95%              |
| Nguyễn Trần Phương Trúc   | An toàn    | An toàn | 11,18%                          | Loại                            |                     |
| Nguyễn Văn Minh           | An toàn    | 11,68%  | 8,44%                           | Loại                            |                     |
| Phạm Anh Khôi             | Loại       |         | Được cứu bởi "Chiếc vé may mắn" | Loại                            |                     |
| Nguyễn Thị Thanh Hằng     | Nguy hiểm  | 2,76%   | 3,59%                           |                                 |                     |
| Lý Nguyễn Gia Hân         | An toàn    | An toàn | 0,8%                            |                                 |                     |
| Nguyễn Minh Nhật          | An toàn    | 19,66%  | 6,54%                           |                                 |                     |
| Phạm Minh Ngọc            | An toàn    | An toàn | 0,95%                           |                                 |                     |
| Trần Đặng Phương Vy       | An toàn    | 0,66%   |                                 |                                 |                     |
| Trần Phi Hùng             | Nguy hiểm  | 2,06%   |                                 |                                 |                     |
| Hà Trọng Vũ Hà Trọng Sáng | An toàn    | 1,4%    |                                 |                                 |                     |
| Trần Ngọc Gia Hân         | An toàn    | 1,53%   |                                 |                                 |                     |
| Nguyễn Thị Hải Yến        | Loại       |         |                                 |                                 |                     |
| Nguyễn Hoàng Thiên Nga    | Loại       |         |                                 |                                 |                     |
| Nguyễn Thị Bảo Anh        | Loại       |         |                                 |                                 |                     |